# Bisdom Antwerpen
Het Bisdom Antwerpen (Latijn: Dioecesis Antverpiensis) is een van de acht Belgische bisdommen. Het werd in 1559 opgericht met de bul Super universas door paus Paulus IV, die hiermee de bisdommen in de Nederlanden opnieuw indeelde, maar pas in 1570 bekleedde de eerste bisschop van Antwerpen zijn zetel. Het bisdom werd na de Franse Revolutie weer afgeschaft in 1801 met het Concordaat tussen Napoleon en paus Pius VII. Nadien werd het bij het Aartsbisdom Mechelen gevoegd. Tussen 1559 en 1801 behoorde ook westelijk Noord-Brabant tot het Bisdom Antwerpen.
Op 8 december 1961 werd het bisdom heropgericht door de bul Christi Ecclesia. Het bisdom bestond toen uit 271 parochies en 24 kapelanijen, gegroepeerd in 18 dekenaten. Die structuur groeide daarna uit tot een geheel van 300 parochies en 10 kapelanijen, gegroepeerd in 32 dekenaten en 3 streken. Op 1 januari 2005 werden de 300 parochies en 9 kapelanijen gehergroepeerd in 48 parochie-federaties in 5 dekenaten: Antwerpen, Kempen, Noorderkempen, Zuiderkempen en Rupel-Nete. Op 1 september 2014 werd het bisdom heringedeeld in een Vicariaat Antwerpen (bestaande uit 3 dekenaten) en een Vicariaat Kempen (bestaande uit 4 dekenaten). Per dekenaat worden de parochies gegroepeerd in pastorale eenheden, ter vervanging van de federaties.
Het bisdom Antwerpen beschikt over een eigen jeugddienst die verantwoordelijk is voor het organiseren van activiteiten voor jongeren.
De grenzen van het bisdom vallen niet helemaal samen met het grondgebied van de provincie Antwerpen. De gemeenten Bonheiden, Bornem, Duffel, Mechelen, Puurs-Sint-Amands, Sint-Katelijne-Waver en Willebroek behoren tot het aartsbisdom Mechelen-Brussel.
Op 28 oktober 2008 werd Johan Bonny door paus Benedictus XVI tot bisschop van Antwerpen benoemd. Hij werd gewijd op 4 januari 2009. 
De Onze-Lieve-Vrouwekathedraal in Antwerpen is de kathedraal van het bisdom. Het is een gotische kerk, gebouwd tussen 1352 en ca. 1530.

## Structuur

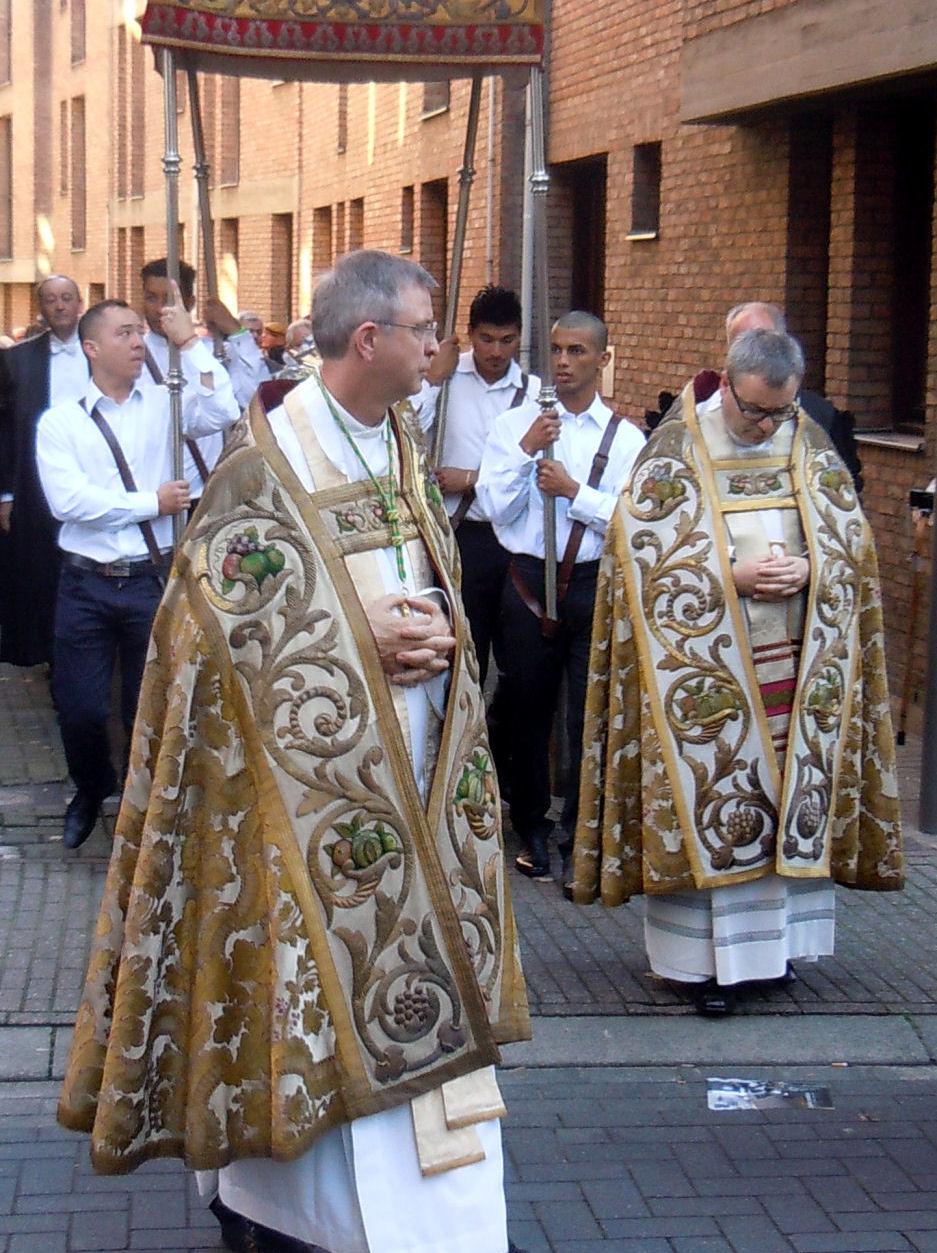
Mgr. Johan Bonny en Bruno Aerts, tijdens de Scheldewijding.

Het bisdom Antwerpen in de Belgische provincie Antwerpen telt 276 parochies en 9 kapelanijen, gegroepeerd in 27 pastorale eenheden en 5 federaties, die op hun beurt 7 dekenaten vormen, gegroepeerd in 2 vicariaten.

## Fotogalerij

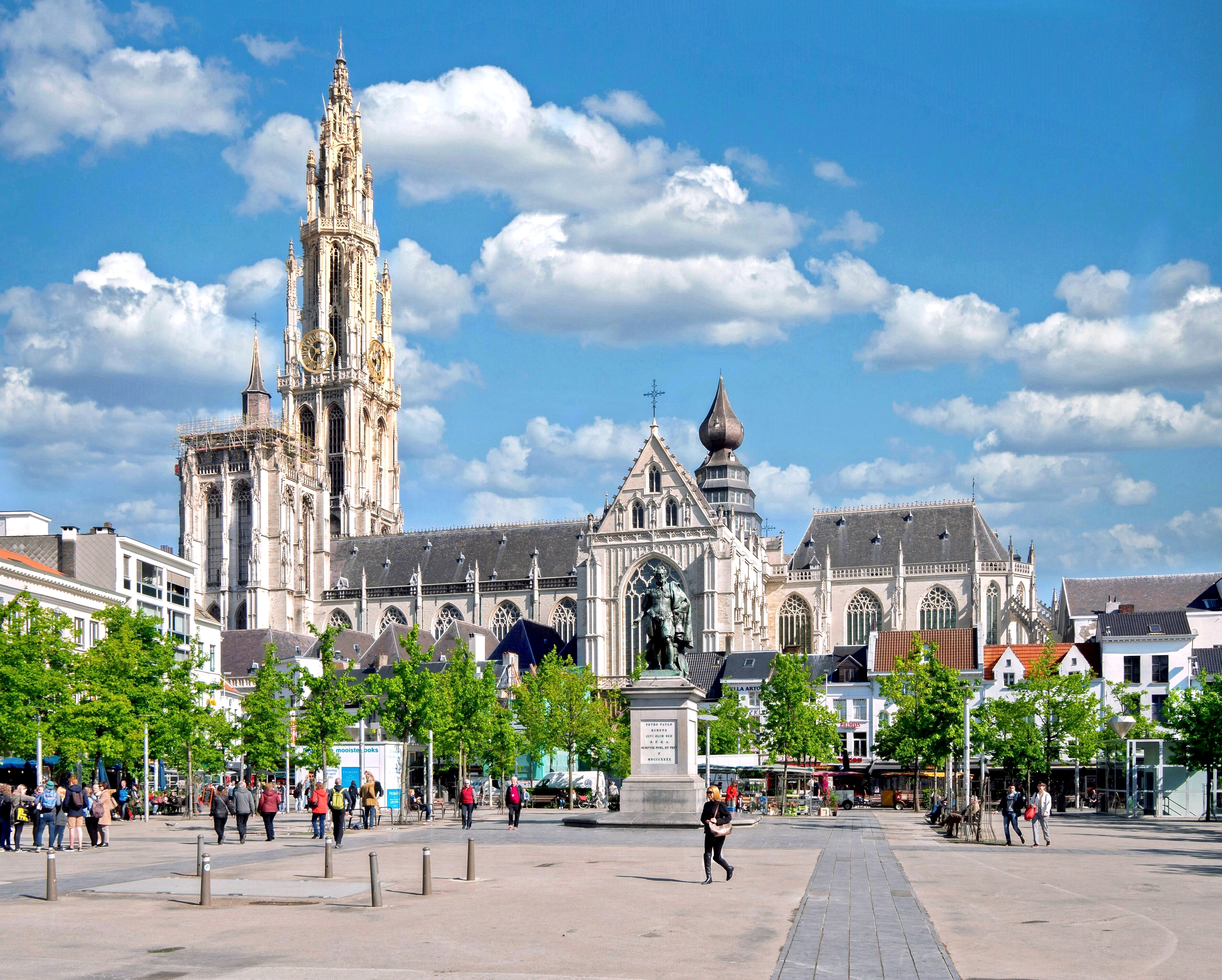
Zicht op de kathedraal vanop de Groenplaats

## Heiligen en gedenkdagen in het bisdom
- H. Mutien-Marie Wiaux, kloosterling (30 januari, vrije gedachtenis)
- H. Amandus, bisschop (6 februari, vrije gedachtenis)
- H. Bernadette Soubirous, maagd (18 februari, vrije gedachtenis)
- H. Walburgis, maagd (25 februari, vrije gedachtenis)
- H. Coleta, maagd (6 maart, vrije gedachtenis)
- Z. Charles Deckers, kloosterling en gezellen, martelaar (8 mei, vrije gedachtenis)
- H. Damiaan De Veuster, priester (10 mei, vrije gedachtenis)
- H. Dimpna, maagd en martelaar (15 mei, vrije gedachtenis)
- Kerkwijdingsfeest van de kathedrale kerk (16 mei, feest)
- Z. Anna van St.-Bartholomeüs, maagd (7 juni, vrije gedachtenis)
- Z. Edward Poppe, priester (10 juni, vrije gedachtenis)
- H. Lutgardis, maagd (16 juni, vrije gedachtenis)
- HH. Martelaren van Gorcum (9 juli, vrije gedachtenis)
- H. Maria Amendina, maagd en gezellen, martelares (10 juli, vrije gedachtenis)
- H. Fredegandus, abt (17 juli, vrije gedachtenis)
- H. Juliana van Cornillon, maagd (7 augustus, vrije gedachtenis)
- Tenhemelopneming van Maria (15 augustus, (patroons)feest)
- Z. Louis Fraryn, priester en martelaar (19 augustus, vrije gedachtenis)
- H. Maria, moeder en middelares van genade, (31 augustus, vrije gedachtenis)
- H. Lambertus, bisschop en martelaar (17 september, vrije gedachtenis)
- H. Gummarus (11 oktober, vrije gedachtenis)
- H. Hubertus, bisschop (3 november, vrije gedachtenis)
- H. Odrada, maagd (5 november, vrije gedachtenis)
- H. Willibrordus, bisschop (7 november, vrije gedachtenis)
- H. Johannes Berchmans, jezuïet (26 november, vrije gedachtenis)